# Каннегисер, Леонид Иоакимович

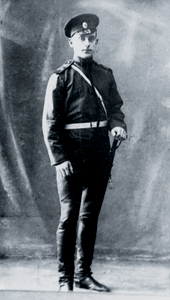
Леонид Каннегисер в форме юнкера

Леони́д Иоа́кимович (Аки́мович) Каннеги́сер (15 [27] марта 1896, Санкт-Петербург, Российская империя — 1918, Петроград, РСФСР) — русский поэт, член партии народных социалистов, студент Петроградского политехнического института. 30 августа 1918 года застрелил председателя Петроградской ЧК Моисея Урицкого. Расстрелян.

## Биография
Родился 15 марта (по старому стилю) 1896 года в Санкт-Петербурге в еврейской семье. Отец — Иоаким (Аким) Самуилович Каннегисер (1860—1930), ранее бывший директором-распорядителем завода Общества судостроительных, механических и литейных заводов в Николаеве, работал инженером в области судостроения и металлообработки в Петербурге. Мать — Роза Львовна Сакер (1863—1946), врач. Брат — Сергей (9 марта 1917 года застрелился у себя дома — либо в результате несчастного случая, разряжая свой револьвер, либо покончив жизнь самоубийством, по поздним воспоминаниям дальней родственницы, якобы из-за того, что опасался оглашения информации, что он был тайным осведомителем охранного отделения), сестра — Елизавета (была депортирована из Ниццы в 1942 году и погибла в Освенциме). 
«Самый петербургский петербуржец» (по выражению поэта Г. Адамовича) Леонид Каннегисер родился в марте 1896 года в семье состоятельного и известного инженера-механика, стоявшего во главе крупнейших в России Николаевских судостроительных верфей. Переселившись в Петербург, Каннегисер-отец, по сути дела, возглавил руководство металлургической отраслью страны, а его адрес в Сапёрном переулке (д. 10, кв. 5) стал местом встреч административной элиты и столичных знаменитостей. Даже уже проживая в Петербурге, вся семья каждое лето до 1914 года по традиции проводила на даче в Одессе.
Окончил гимназию Гуревича и в последний предвоенный год поступил на экономическое отделение Политехнического института.
Одесская знакомая семьи Каннегисер Н. Блюменфельд вспоминала о братьях: «Эстеты, изломанные, с кривляниями и вывертами, с какой-то червоточинкой, Лёва любил эпатировать добропорядочных буржуа, ошарашивать их презрением к морали, не скрывал, например, что он гомосексуалист». В 1915 году у Леонида Каннегисера была романтическая связь с поэтессой Палладой Богдановой-Бельской; в 1915—1917 годах — роман с актрисой Ольгой Гильдебрандт (согласно воспоминаниям актрисы, они были близки к помолвке, но после гибели старшего брата Сергея в марте 1917 года их отношения прекратились).
Люба мне буква «Ка»,

Вокруг неё сияет бисер.

Пусть вечно светит свет венца

Бойцам Каплан и Каннегисер.

И да запомнят все, в ком есть

Любовь к родимой, честь во взгляде,

Отмстили попранную честь

Борцы Коверда и Конради.

К. Д. Бальмонт. 

Цитируется по: Анатолий Краснов-Левин. 
В поисках Нового града
Будучи юнкером Михайловского артиллерийского училища, в ночь с 25 на 26 октября Каннегисер вместе с несколькими другими юнкерами пошёл защищать Временное правительство.

### Убийство Урицкого
Каннегисер входил в подпольную антибольшевистскую группу, возглавляемую его двоюродным братом М. М. Филоненко. Филоненко поддерживал тесную связь с Б. В. Савинковым, который и отдал приказ о ликвидации М. С. Урицкого.
Каннегисер, по собственному признанию, решил отомстить Урицкому за смерть своего друга, офицера В. Б. Перельцвейга, расстрелянного Петроградской ЧК по делу о контрреволюционном заговоре в Михайловском артиллерийском училище. Незадолго до выстрела он звонил Урицкому и говорил с ним по телефону (подобно тому, как Шарлотта Корде долго говорила с Маратом). Само убийство Роман Гуль описывал следующим образом:

В начале 11-го часа утра 30 августа в Петербурге из квартиры на Сапёрном переулке вышел одетый в кожаную куртку двадцатилетний красивый юноша „буржуазного происхождения“, еврей по национальности. Молодой поэт Леонид Каннегисер сел на велосипед и поехал к площади Зимнего дворца. Перед министерством иностранных дел, куда обычно приезжал Урицкий, Каннегисер остановился, слез с велосипеда и вошёл в тот подъезд полукруглого дворца, к которому всегда подъезжал Урицкий.
— Товарищ Урицкий принимает? — спросил юноша у старика швейцара ещё царских времён.
— Ещё не прибыли-с, — ответил швейцар.
Поэт отошёл к окну, выходящему на площадь. Сел на подоконник. Он долго глядел в окно. По площади шли люди. В двадцать минут прошла целая вечность. Наконец, вдали послышался мягкий приближающийся грохот. Царский автомобиль замедлил ход и остановился у подъезда.
Прибыв со своей частной квартиры на Васильевском острове, маленький визгливый уродец на коротеньких кривых ножках, по-утиному раскачиваясь, Урицкий вбежал в подъезд дворца. Рассказывают, что Урицкий любил хвастать количеством подписываемых им смертных приговоров. Сколько должен был он подписать сегодня? Но молодой человек в кожаной куртке встал. И в то время, как шеф чрезвычайной комиссии семенил коротенькими ножками к лифту, с шести шагов в Урицкого грянул выстрел. Леонид Каннегисер убил Урицкого наповал.

Урицкий, ждавший, когда швейцар откроет дверь лифта, был смертельно ранен в голову и умер на месте. Каннегисер бросился на улицу. Его погубило то, что он в состоянии шока забыл фуражку и даже не спрятал револьвер (между тем свидетелей убийства, кроме швейцара, не было). Но вместо того, чтобы смешаться с толпой, Каннегисер вскочил на велосипед и быстро поехал прочь.
Звуки выстрела услышали служащие, находившиеся на первом этаже. Сбежав по лестнице, они увидели лежащего на полу Урицкого. За Каннегисером была организована погоня. Сделать это было нетрудно, так как одинокий велосипедист без шапки и с револьвером в руке не мог остаться незамеченным на малолюдной площади. Понимая, что от автомобиля ему не оторваться, Каннегисер затормозил около дома № 17 по Миллионной, бросил велосипед и, вбежав в первую квартиру, дверь которой была открыта (князя Меликова), не обращая внимания на изумлённую прислугу, схватил с вешалки пальто. Надев его поверх куртки, он спустился вниз, вышел во двор, но там был опознан и арестован.
В октябре (точная дата неизвестна) Каннегисер был расстрелян. В ходе расследования были привлечены к дознанию и арестованы многие лица из дружеского окружения Л. И. Каннегисера, например, Юрий Юркун. Родители Каннегисера после допросов были отпущены за рубеж, где и жили до конца своих дней.

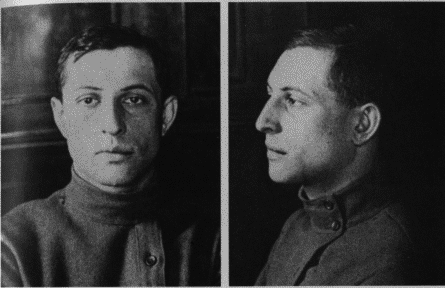
Тюремная фотография

Выстрел Каннегисера (наряду с произошедшим в тот же день в Москве покушением Фанни Каплан на Ленина) должен был стать сигналом к попытке антибольшевистского переворота («заговор послов»). Однако фактически спровоцировал его ликвидацию и начало 5 сентября красного террора, взятие заложников из числа дворян, буржуазии и интеллигенции и их расстрелы.
В числе расстрелянных 21 августа был его друг Владимир Перельцвейг. В газетах в приказе о казни была фамилия Урицкого. Каннегисер не знал ни о том, что председатель местной комиссии был противником применения высшей меры вообще (единственный голосовавший против предоставления ПЧК права бессудных расстрелов — на заседании коллегии 19 августа), ни о том, что он пытался предотвратить данную расправу.

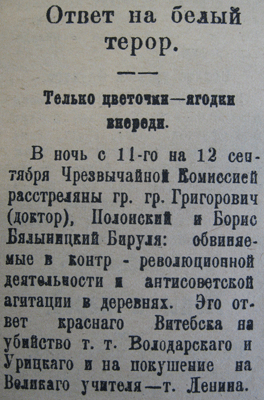
Газетное сообщение о красном терроре в Витебске

О мотивах, побудивших молодого человека к этому поступку, сказал в очерке «Убийство Урицкого» писатель Марк Алданов, хорошо знавший Каннегисера:

Леонид Каннегисер застрелил Моисея Урицкого, чтобы, как он заявил сразу же после ареста, искупить вину своей нации за содеянное евреями-большевиками: «Я еврей. Я убил вампира-еврея, каплю за каплей пившего кровь русского народа. Я стремился показать русскому народу, что для нас Урицкий не еврей. Он — отщепенец. Я убил его в надежде восстановить доброе имя русских евреев».— Цит. по: Аркадий Ваксберг, «Из ада в рай и обратно» 

## Поэзия
Начинающий поэт, входил в окружение М. А. Кузмина. Был одним из участников группы молодых петроградских поэтов (Рюрик Ивнев, В. С. Чернявский, К. Ю. Ляндау, М. А. Струве и др.), с которыми близко сошёлся Есенин в марте-апреле 1915 года.
В стихах Каннегисера — мотивы религиозности и экстатической жертвенности (таково самое знаменитое — «Смотр», посвящённое надеждам лета 1917 года на демократические предзнаменования, «войну до победного конца»):
Тогда у блаженного входа,

В предсмертном и радостном сне

Я вспомню — Россия. Свобода.

Керенский на белом коне.
Эти строки цитируют Есенин в вариантах «Анны Снегиной», Георгий Иванов, многие мемуаристы. Удачные картины религиозно окрашенного пейзажа («Снежная церковь», 1918). Стихи Каннегисера посмертно опубликованы его отцом вместе с воспоминаниями о поэте (Париж, 1928).

## Каннегисер и Есенин

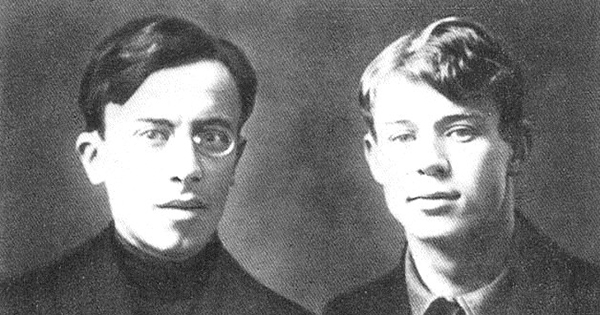
Леонид Каннегисер и Сергей Есенин, 1915 год

Летом 1915 года гостил у Есенина в Константинове (см. письмо Есенина В. С. Чернявскому от июня-июля 1915 г.). Об их дружеских отношениях вспоминала М. И. Цветаева: «Лёня. Есенин. Неразрывные, неразливные друзья. В их лице, в столь разительно-разных лицах их сошлись, слились две расы, два класса, два мира. Сошлись — через всё и вся — поэты. Лёня ездил к Есенину в деревню, Есенин в Петербурге от Лёни не выходил. Так и вижу их две сдвинутые головы — на гостинной банкетке, в хорошую мальчишескую обнимку, сразу превращавшую банкетку в школьную парту… (Мысленно и медленно обхожу её:) Лёнина чёрная головная гладь, Есенинская сплошная кудря, курча, Есенинские васильки, Лёнины карие миндалины. Приятно, когда обратно — и так близко. Удовлетворение, как от редкой и полной рифмы» (Цветаева М. «Сочинения», т. 2, М., 1988, с. 110).
Есенин упоминается в одном из стихотворений Каннегисера цикла «Ярославль» (июнь 1916 г.): «С светлым другом, с милым братом Волгу в лодке переплыть». Каннегисер, по всей вероятности, является адресатом стихотворения Есенина «Весна на радость не похожа…» 1916 г. («Мы поклялись, что будем двое И не расстанемся нигде»).
В момент убийства Урицкого и последующих арестов среди знакомых Каннегисера Есенина в Петрограде не было, в следственном деле Л. И. Каннегисера имя Есенина не упоминается. По свидетельству М. А. Алданова, в Париже имелся дневник Л. И. Каннегисера (май 1914 — начало 1918 г.), где могли быть записи о Есенине (см. сб. «Леонид Каннегисер. 1918—1928», Париж, 1928, с. 9).

## Семья
- Двоюродная сестра — Евгения Николаевна Каннегисер (1908—1986, дочь родного брата отца, акушера-гинеколога Николая Самуиловича Каннегисера, 1863—1909, и падчерица двоюродного брата отца — переводчика И. Б. Мандельштама) была замужем за физиком Рудольфом Пайерлсом.

## Наиболее известные стихотворения
СМОТР

 На солнце, сверкая штыками —

 Пехота. За ней, в глубине, —

 Донцы-казаки. Пред полками —

 Керенский на белом коне.

 Он поднял усталые веки,

 Он речь говорит. Тишина.

 О, голос! Запомнить навеки:

 Россия. Свобода. Война.

 Сердца из огня и железа,

 А дух — зеленеющий дуб,

 И песня-орёл, Марсельеза,

 Летит из серебряных труб.

 На битву! — и бесы отпрянут,

 И сквозь потемневшую твердь

 Архангелы с завистью глянут

 На нашу весёлую смерть.

 И если, шатаясь от боли,

 К тебе припаду я, о, мать,

 И буду в покинутом поле

 С простреленной грудью лежать —

 Тогда у блаженного входа

 В предсмертном и радостном сне,

 Я вспомню — Россия, Свобода,

 Керенский на белом коне.

 27 июня 1917, Павловск

 СНЕЖНАЯ ЦЕРКОВЬ

 Зима и зодчий строили так дружно,

 Что не поймёшь, где снег и где стена,

 И скромно облачилась ризой вьюжной

 Господня церковь — бедная жена.

 И спит она средь белого погоста,

 Блестит стекло бесхитростной слюдой,

 И даже золото на ней так просто,

 Как нитка бус на бабе молодой.

 Запела медь, и немота и нега

 Вдруг отряхнули набожный свой сон,

 И кажется, что это — голос снега,

 Растаявшего в колокольный звон.

 Нижний Новгород, март 1918

## Другие произведения
Рецензия на сборник Анны Ахматовой «Четки»